# Nepeta nepalensis
Nepeta nepalensis là một loài thực vật có hoa trong họ Hoa môi. Loài này được Spreng. mô tả khoa học đầu tiên năm 1825.